# Pădurea Glodeni
Pădurea Glodeni este un sit de importanță comunitară (SCI) desemnat în scopul protejării biodiversității și menținerii într-o stare de conservare favorabilă a florei spontane și faunei sălbatice, precum și a habitatelor naturale de interes comunitar aflate în arealul zonei protejate. Acesta este situat în centrul Transilvaniei, pe teritoriul administrativ al județului Mureș.

## Localizare
Aria naturală se află în partea central-nordică a județului Mureș, pe teritoriile comunelor Ceuașu de Câmpie, Glodeni și Sântana de Mureș și este străbătută de drumul județean DJ153B, care leagă satul Păingeni de Dumbrăvioara.

## Descriere
Zona a fost declarată sit de importanță comunitară prin Ordinul Ministerului Mediului și Dezvoltării Durabile Nr.1964 din 13 decembrie 2007 (privind instituirea regimului de arie naturală protejată a siturilor de importanță comunitară, ca parte integrantă a rețelei ecologice europene Natura 2000 în România) și se întinde pe o suprafață de 1.172,3 hectare.

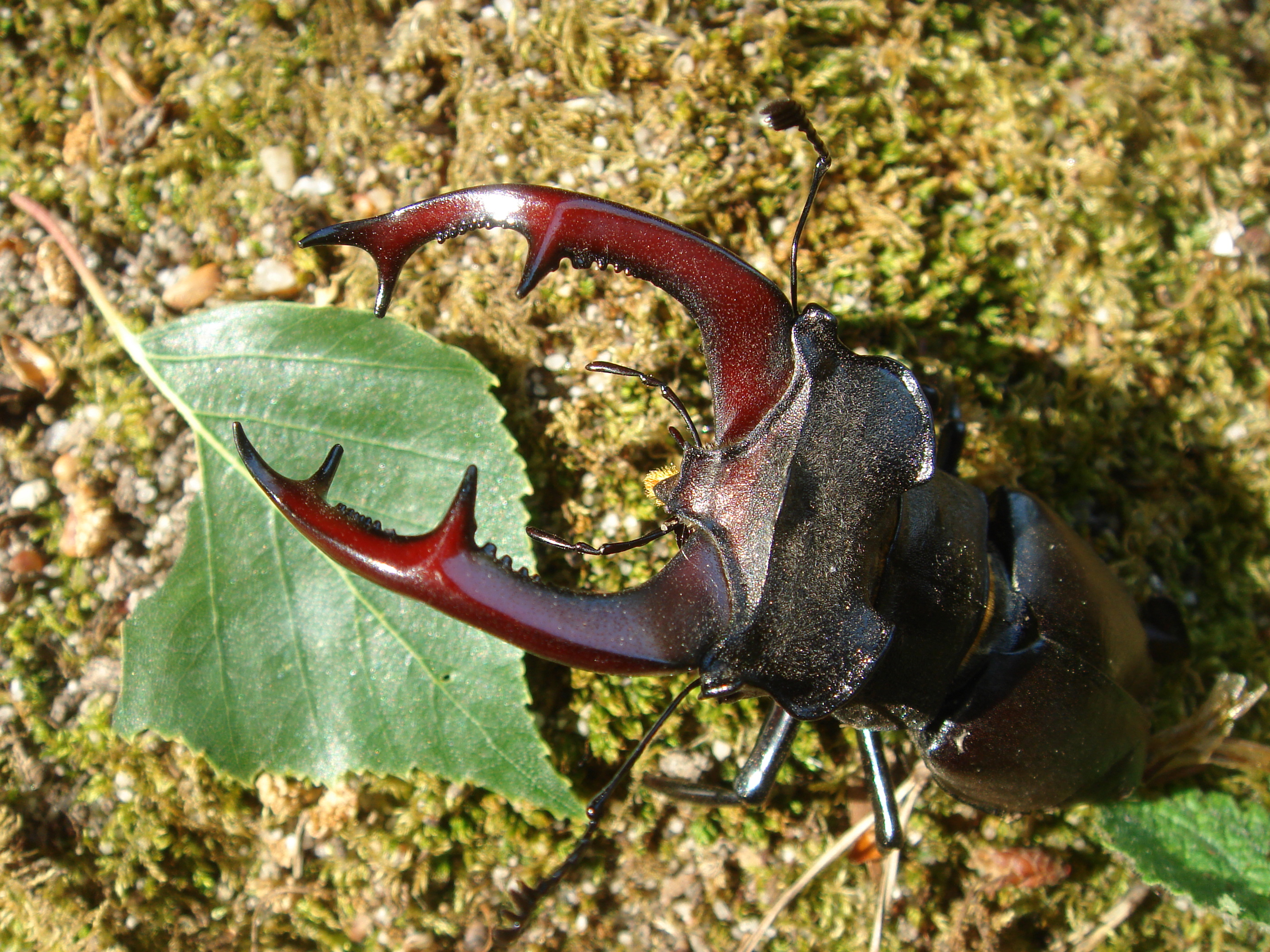
Rădaşcă (Lucanus cervus)

Situl reprezintă o zonă împădurită (încadrată în bioregiune continentală aflată în partea sud-estică a Câmpiei Transilvaniei); ce conservă habitate naturale de tip: Pãduri de stejar cu carpen de tip Galio-Carpinetum.
La baza desemnării sitului se află câteva specii faunistice enumerate în anexa I-a a Directivei Consiliului European 92/43/CE din 21 mai 1992 (privind conservarea habitatelor naturale și a speciilor de faună și floră sălbatică); printre care: buhaiul de baltă cu burta roșie  (Bombina bombina, specie considerată ca vulnerabilă și aflată pe lista roșie a IUCN), rădașca (Lucanus cervus), precum și un fluture din specia Euphydryas maturna (sin. Hypodryas maturna).

## Căi de acces
- Drumul național DN15 pe ruta: Târgu Mureș - Sângeorgiu de Mureș - Ernei - Dumbrăvioara - drumul județean DJ153B până la Glodeni.

## Monumente și atracții turistice
În vecinătatea sitului se află numeroase obiective de interes istoric, cultural și turistic; astfel:

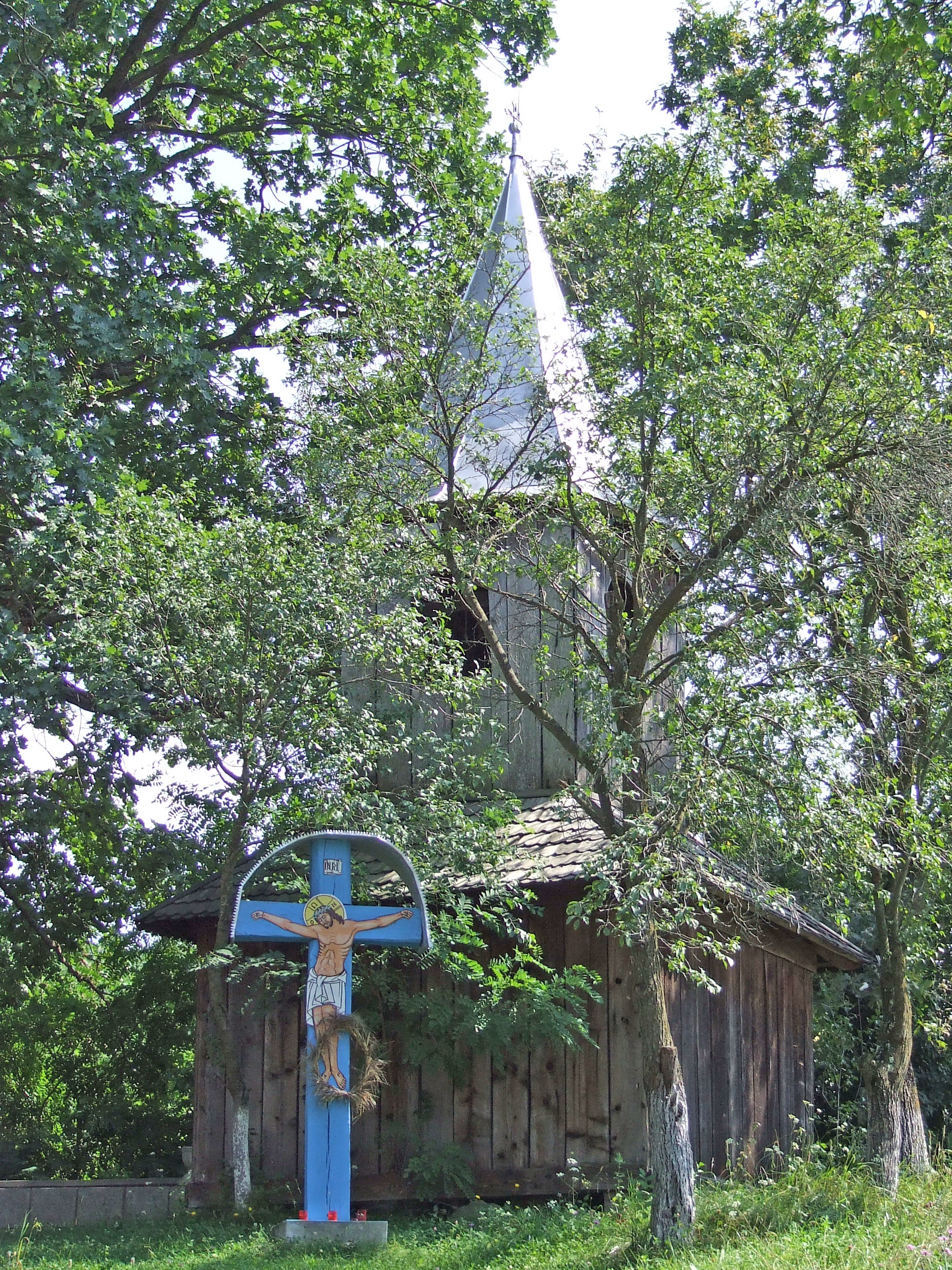
Biserica de lemn din Porumbeni

- Biserica de lemn „Sf.Arhangheli” din Culpiu, construcție secolul al XIX-lea, monument istoric.
- Biserica de lemn „Sfinții Arhangheli Mihail și Gavriil” din Bozed, construcție secolul al XVIII-lea, monument istoric.
- Biserica de lemn "Sfântul Ioan Botezătorul" din Porumbeni, construcție secolul al XVIII-lea, monument istoric.
- Ansamblul bisericii reformate din Ceuașu de Câmpie (biserică, turn clopotniță și zid de incintă), construcție sec. XVI - XIX, monument istoric.
- Biserica de lemn „Buna Vestire” din Glodeni, construcție secolul al XVII-lea, monument istoric.
- Biserica de lemn „Sfinții Arhangheli Mihail și Gavriil” din Moișa, construcție secolul al XIV-lea, monument istoric.
- Biserica de lemn „Sfinții Arhangheli” din Păcureni, construcție secolul al XVIII-lea, monument istoric.
- Biserica de lemn „Sfinții Arhangheli” din Păingeni
- Biserica reformată din satul Sântana de Mureș, construcție sec. XIII-XIV, monument istoric.
- Biserica reformată din satul Chinari, construcție sec. XIII-XIV, monument istoric.
- Rezervația naturală Pădurea Săbed (59 ha),